# فينيولا
فينيولا (بالإيطالية: Vignola)‏ مدينة إيطالية يقطنها 23.419 ساكن في مقاطعة مودينا بإقليم إميليا رومانيا. من السهل الدخول إليها من مودينا، وهي 25 كيلومترا، هو من بولونيا، والتي هي 32 كلم فينيولا تقع عند سفح تلال الأولى إميليانو. اسم «فينيولا» التي تنبع من اللاتينية «فينيولا»، كرم صغير، هو من زراعة العنب، في العصور الرومانية تمارس إلى حد كبير على التربة الغرينية بانارو. وحتى اليوم، حتى لو كان الاقتصاد المحلي هي المنشآت الصغيرة والمتوسطة التي تتراوح في مختلف القطاعات الاقتصادية، والزراعة جدا الجذور في هذه الأرض، بحيث فينيولا هو معروف في جميع أنحاء أوروبا لإنتاج شيرازيكولا. أولا وقبل كل شيء ملاحظة الكرز «دي مورا فينيولا». يمشي في شوارع المدينة يمكنك زيارة المعالم الهامة مثل القلعة ودوامة الدرج وأدخل عدد من مساحات العرض. عشاق الطبيعة يمكن أن تمر إلى جانب اثنين من طبيعة درب يربط مودينا لرئيس أو لمدينة مارانو سول بانارو ثم المضي قدما نحو الجبال، وتصل إلى الحديقة أو حتى مونتيزي علم روكامالاتينا. افتتح مؤخرا هو الطريق للدراجات، وهو قائم على خط السكة الحديد القديم، كما ربط في مودينا.

## السكان
في سنة 1861 بلغ عدد السكان 3٬238 نسمة، وتطور العدد ليصل في سنة 2011 لـ 24٬344 نسمة.
يظهر هذا المخطط البياني تطور النمو السكاني لـ فينيولا

## توأمة
لفينيولا اتفاقيات توأمة مع كل من:
- فيتسنهاوزن
- Barbezieux-Saint-Hilaire [الإنجليزية]‏
- أنخول

## أعلام
- أركاديو فينتوري
- ياكوبو باروتسي دا فينيولا